# Feuerwehr Remscheid
Die Feuerwehr Remscheid ist ein Amt der Stadt Remscheid und besteht aus der Berufsfeuerwehr (BF) und der Freiwilligen Feuerwehr (FF) mit sieben Abteilungen. Die zentrale Wache der Berufsfeuerwehr befindet sich im Remscheider Stadtteil Wüstenhagen.

## Geschichte
Zu Anfang des neunzehnten Jahrhunderts kam es in Remscheid zu einer Häufung von Bränden, die oft auf Brandstiftungen zurückzuführen waren. Darauf wurde im Januar 1813 ein organisiertes Löschwesen in Form einer Brandordnung festgelegt. Weiterhin gab es Bestrebungen zur Gründung einer Feuerwehr. Die ersten Brandbekämpfer setzten sich aus verpflichteten Handwerkern und Polizisten zusammen, deren Vorgesetzte die jeweiligen Bürgermeister oder Stadtverordneten waren. Die Verweigerung der Brandbekämpfung stand teilweise unter Strafe. Löscheimer, Feuerspritzen, Leitern und Brandhaken wurden angeschafft.
Die Bürgermeisterei Remscheid erhielt am 12. September 1828 eine neue Feuerlöschordnung. Es wurden zwei Brandcorps aufgestellt, wovon eines für den Hauptort und das Andere für die umliegenden Ortschaften zuständig waren. Das auswärtige Brandcorps gliederte sich in jeweils eine Compagnie für die Orte Bliedinghausen, Ehringhausen, Hasten/Feld, Morsbach und Haddenbach. Die Brandmeister wurden gewählt. Im Jahr 1838 wurde eine Fahrspritze im Ortsteil Feld stationiert.
Im Jahr 1867 wurde die Freiwillige Feuerwehr Lennep gegründet, die Einheit ist die älteste Freiwillige Feuerwehr Remscheids.
Aus verschiedenen Ortsfeuerwehrgruppen ging im Jahr 1896 die Feuerwehr Remscheid hervor, die zum Anfang des zwanzigsten Jahrhunderts in eine Berufsfeuerwehr umgebildet wurde. Hierzu wurde im Dezember 1901 das Löschwesen neu organisiert, wodurch z. B. die Freiwilligen Feuerwehren Remscheids in neun Abteilungen gegliedert wurden. Erster Berufsfeuerwehrmann wurde Heinrich Cappel zum 1. April 1902.
Nach der Machtergreifung der Nationalsozialisten geschah am 15. Dezember 1933 die Umgestaltung in eine Körperschaft des öffentlichen Rechts zeitgleich mit der Unterstellung unter die Polizeiaufsichtsbehörde. Im Jahr 1934 wurden dann ebenfalls die Löschbezirke an die örtlichen Polizeireviere angepasst.
Im Jahr 1979 wurde eine Jugendfeuerwehr gegründet, die am 5. Juli 1983 per Ratsbeschluss als Jugendgruppe der Feuerwehr den Status einer öffentlichen Einrichtung erhielt.
Im Jahr 1985 stellte die BF Remscheid als erste Berufsfeuerwehr Deutschlands eine Frau für den Einsatzdienst ein.

## Berufsfeuerwehr Remscheid

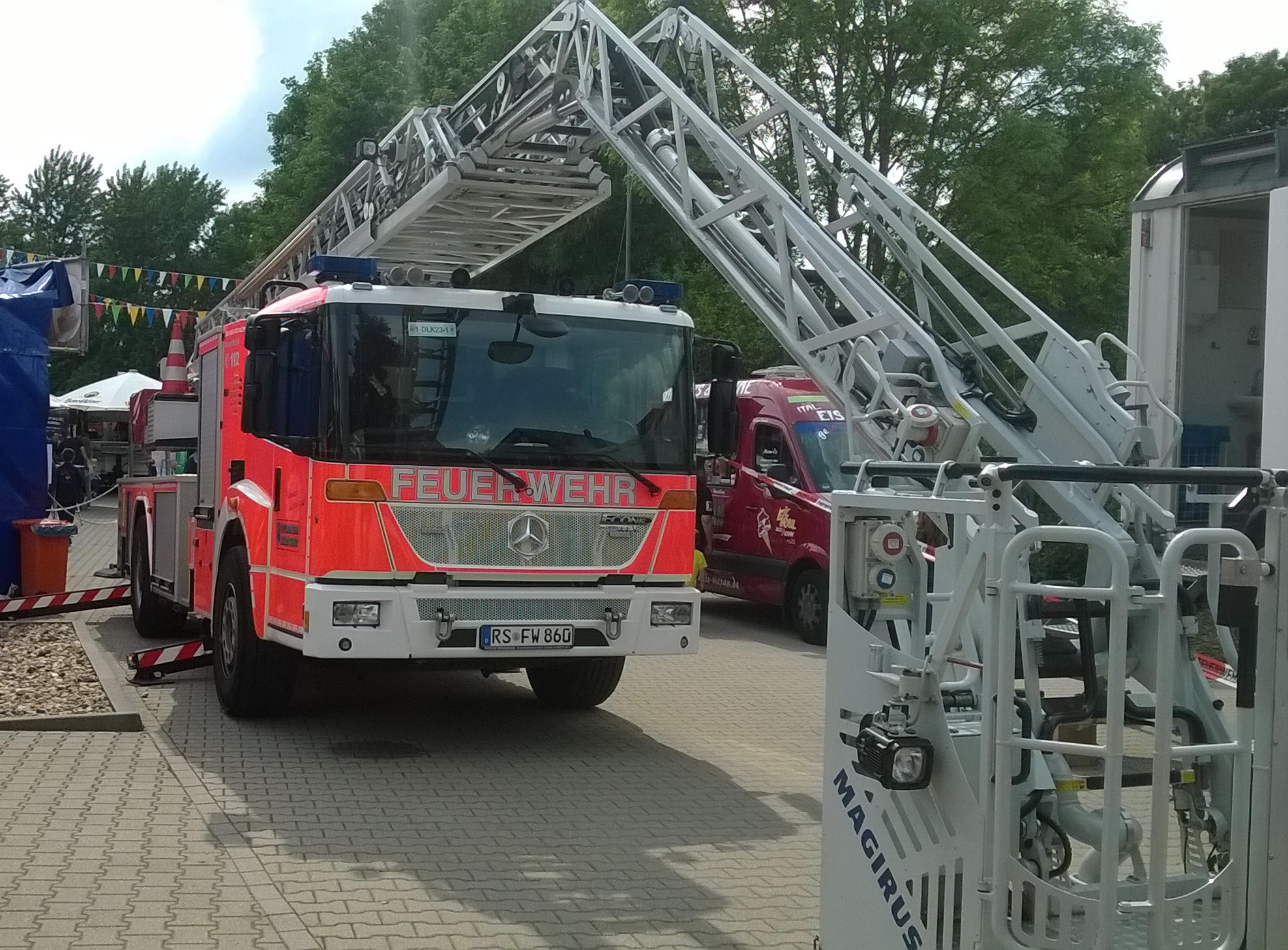
Die neue Drehleiter der Berufsfeuerwehr Remscheid mit ausgefahrenem Gelenkarm.

Die Diensträume der Berufsfeuerwehr Remscheid befanden sich bis zum Jahr 1989 im rückwärtigen Teil des Rathauses. Die Ausweitung der personellen Wachstärke sowie neue Anforderungen durch die größere Anzahl von teilweise auch schwereren Fahrzeugen waren der Grund für den Neubau einer Feuerwache.

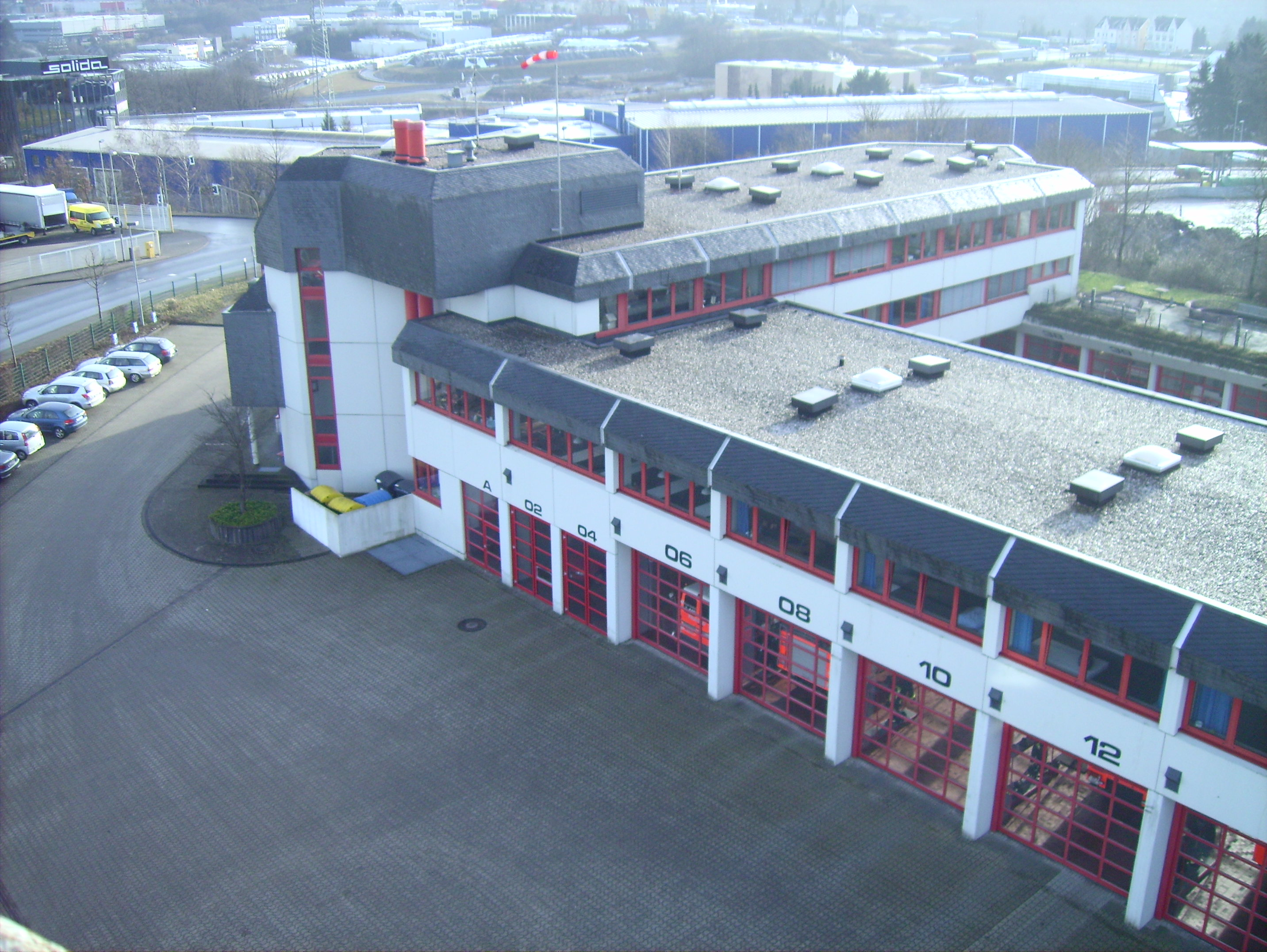
Feuerwache Remscheid

Am 2. Mai 1989 wurde dann die neue Feuer- und Rettungswache eingeweiht und ihrer Bestimmung übergeben. Von einem Fachmagazin wurde sie damals zur schönsten Feuerwache Deutschlands gekürt. Im Jahr 2010 versehen insgesamt 149 Bedienstete ihre Arbeit im Brandschutz, dem Rettungsdienst oder der Verwaltung. Die integrierte Feuer- und Rettungsleitstelle verfügt über fünf modernste Dispositionsplätze mit 10 Amtsleitungen und hält in einem Nebenraum eine weitere Befehlsstelle für besondere Lagen bereit. Die drei Wachabteilungen mit jeweils etwa 38 Berufsfeuerwehrmännern versehen ihren Dienst nach dem „Bremer Modell“, das heißt im 24/48-Stunden-Dienst.
Der wohl außergewöhnlichste Einsatz für die Feuerwehr Remscheid begann am 8. Dezember 1988, als ein amerikanischer Jagdbomberpilot bei dichtem Nebel die Orientierung verlor und nördlich der Innenstadt am Hölterfeld abstürzte.
Ausstattung:
An Fahrzeugen zur Brandbekämpfung und technischen Hilfeleistung stehen der BF zur Verfügung:
- 2 Einsatzleitwagen 1 (ELW 1)
- 1 Einsatzleitwagen 2 (ELW 2)
- 2 Hilfeleistungslöschgruppenfahrzeug 20 (HLF 20)
- 2 Drehleitern (DLK(A) 23/12 GL SE CS) und (DLK 23/12 cs)
- 1 Rüstwagen (RW 2)
- 2 Tanklöschfahrzeug 2000 (TLF 2000)
- 3 Wechselladerfahrzeuge mit AB-GSG, AB-Sonderlöschmittel, AB-Atemschutz, AB-MANV, AB-Mulde, AB V-Dekon.
- 1 Ölspurwaschsaugfahrzeug / Kleinkehrmaschine (ÖWSF / KK)
- 1 Radlader mit div. Zubehör
- 1 Gerätewagen Logistik
- 1 Gerätewagen Rettungsdienst (GW-Rett)
- 3 Kommandowagen (KdoW)
- verschiedene Pkw und Mannschaftstransportfahrzeuge.

## Rettungsdienst und Krankentransport
Die Stadt Remscheid ist Träger des Rettungsdienstes und des Krankentransportes. Aus diesem Grund werden alle Angehörigen des mittleren Dienstes der Berufsfeuerwehr Remscheid zu Rettungsassistenten / Notfallsanitätern ausgebildet. Der Rettungsdienst wird, wie der Brandschutz, im 24/48-Stunden-Dienst geleistet. Für diese Aufgabe stehen zwei Notarzteinsatzfahrzeuge (NEF), acht Rettungswagen (RTW) und fünf Krankentransportwagen (KTW) zur Verfügung.
Die Krankentransportwagen werden aktuell von Mitarbeitern des DRK sowie der JUH besetzt. Um eine zeitkritische Versorgung von Notfallpatienten aufrechtzuerhalten, wurde 2002 eine Rettungsaußenstation in der Stadtmitte eröffnet, in der ständig ein NEF und zwei RTW einsatzbereit sind.

## Freiwillige Feuerwehr
Die Standorte der Freiwilligen Feuerwehr teilen sich im Stadtgebiet wie folgt auf:
- Freiwillige Feuerwehr Nord (ehemalige Löschgruppen Goldenberg, Grund, Haddenbach)
- Freiwillige Feuerwehr Lennep
- Freiwillige Feuerwehr Lüttringhausen
- Freiwillige Feuerwehr Hasten
- Freiwillige Feuerwehr Morsbach
- Freiwillige Feuerwehr Lüdorf-Born (ehemalige Löschgruppen Bergisch Born und Lüdorf)

Die Löscheinheiten bilden die vier Löschzüge Nord (FF Nord mit zwei Löschgruppen), Ost (FF Lennep und FF Lüttringhausen), West (FF Hasten und FF Morsbach) und Süd (FF Lüdorf-Born).
Jede Löschgruppe ist mit einem Löschgruppenfahrzeug LF 8/6, LF 10/6 oder LF 16/12 ausgestattet. Je ein Löschgruppenfahrzeug jedes Zuges ist zusätzlich für die Technische Hilfeleistung ausgerüstet (Hydraulisches Rettungsgerät, Hebekissen), das andere für die Brandbekämpfung (Schiebleiter, Überdruckbelüfter, Tragkraftspritze).
Außerdem verfügt jede Löschgruppe als zweites Löschfahrzeug entweder über ein Löschgruppenfahrzeug LF 16-TS oder ein Tanklöschfahrzeug TLF 16/24-Tr. Darüber hinaus sind noch Mess- und Dekontaminationsfahrzeuge des Katastrophenschutzes, Rüstwagen RW 1, Gerätewagen Logistik (Schlauchwagen) und ein Rettungsboot vorhanden.
Die Löscheinheiten werden entsprechend der Alarm- und Ausrückeordnung sowohl eigenständig als auch zur Unterstützung der Berufsfeuerwehr eingesetzt. Dabei erfolgt die Alarmierung werktags zwischen 06:00 Uhr und 18:00 Uhr grundsätzlich zugweise.
Der Löschzug West wird grundsätzlich zusammen alarmiert, wenn es zu einem Einsatz im Bereich Morsbach kommt.
Zurzeit versehen 266 Freiwillige ihren ehrenamtlichen Dienst.

## Jugendfeuerwehr
Es bestehen Jugendfeuerwehren in sechs Freiwillige Feuerwehren:
Jugendfeuerwehr Hasten (gegründet 1979), Jugendfeuerwehr Nord (1989), Jugendfeuerwehr Lennep (1992), Jugendfeuerwehr Lüttringhausen (2005), Jugendfeuerwehr Lüdorf und Bergisch Born (bezeichnet sich „Team Lübo“, 2014) und Jugendfeuerwehr Morsbach (1. Januar 2024).